# خوش‌نوای سینه‌قهوه‌ای
خوش‌نوای سینه‌قهوه‌ای (نام علمی: Gerygone ruficollis) نام یک گونه از سرده خوش‌نوا است.